# Sven-Bertil Bärnarp
Sven-Bertil Bärnarp (né le 16 janvier 1940 à Göteborg) est un auteur de bande dessinée suédois. Après une carrière dans le journalisme et le design, il se lance à 61 ans dans la bande dessinée en réalisant pour le Dagens Nyheter un comic strip humoristique consacré au troisième âge, Medelålders plus (« Âge mûr + »).

## Œuvres
- Bärnarp, Sven-Bertil (2009-2011). Medelålders plus: en serie för oss! (1. uppl.). Malmö: Egmont Kärnan.   (ISBN 978-91-86219-25-3)
- Bärnarp, Sven-Bertil (2010). Medelålders plus. Album nr 2. Malmö: Egmont Kärnan AB.   (ISBN 978-91-86219-52-9)
- Bärnarp, Sven-Bertil (2011). Medelålders plus. Album nr 3. Malmö: Egmont Kärnan AB.   (ISBN 91-7405-620-4)
- Bärnarp, Sven-Bertil (2012). Medelålders Plus. Album nr 4 /. Malmö: Egmont Kärnan.   (ISBN 978-91-7405-742-3)

## Distinction
- 2008 : Prix Adamson du meilleur auteur suédois pour l'ensemble de son œuvre